# Quinta das Mercês

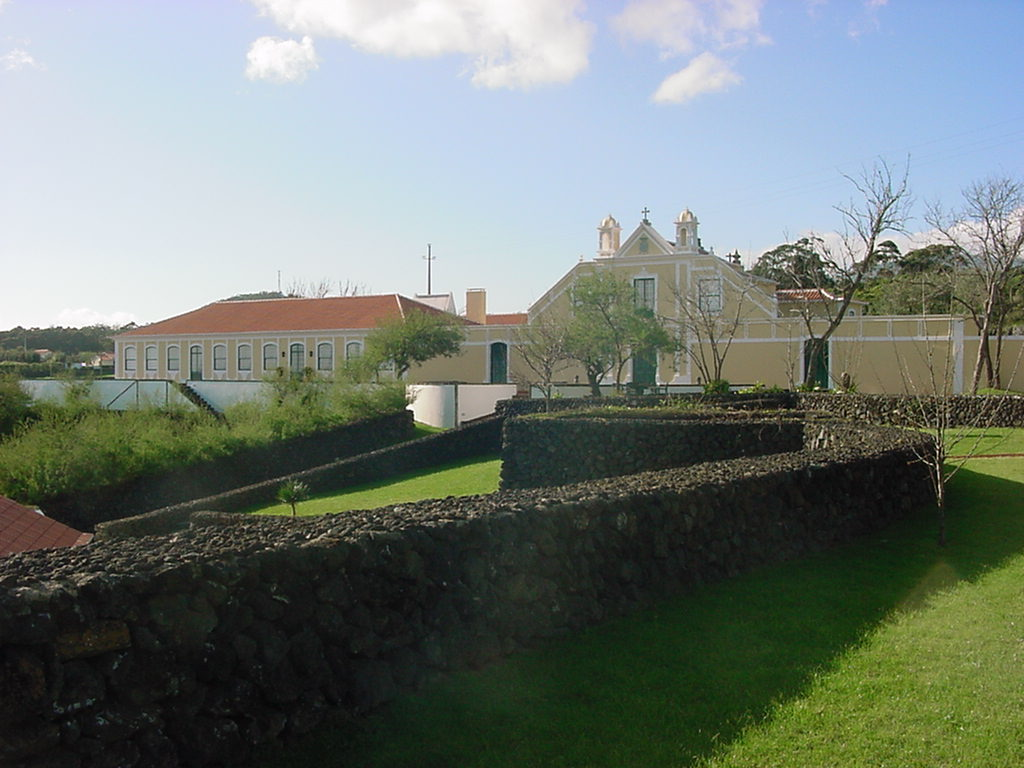
Quinta das Mêrces, Fachada do solar.

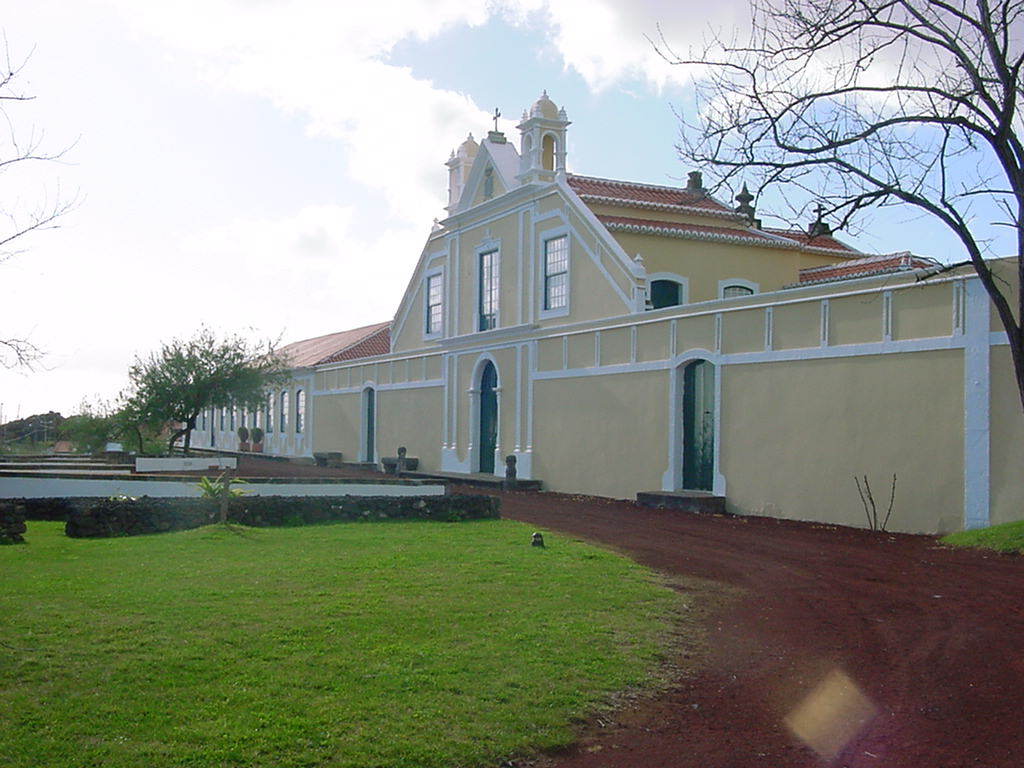
Quinta das Mêrces, Capela.

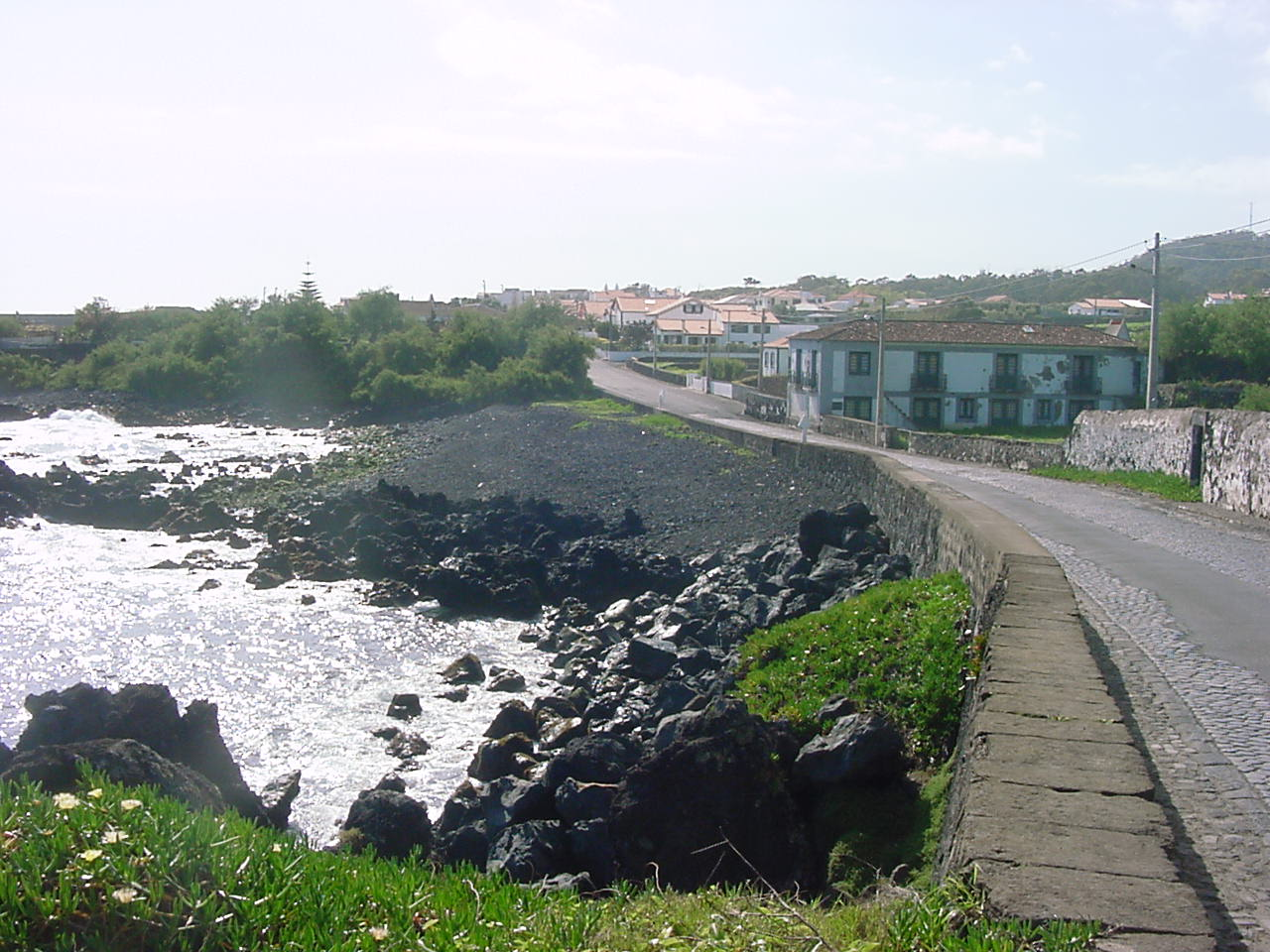
Enseada das Mêrces.

A Quinta das Mêrces é composta por uma vasta propriedade agrícola e um antigo solar dotado com uma ermida anexa ao mesmo, a Ermida de Nossa Senhora das Mercês. Localiza-se na Ilha Terceira, e ao longo dos séculos foi pertença da família Castro, até à sua venda em tempos recentes.
Esta Quinta portuguesa, que se localiza na ilha açoriana da Terceira, concelho de Angra do Heroísmo, freguesia de São Mateus da Calheta actualmente dedica-se ao turismo rural, acontecimento que se deu após a venda. Em frente a esta estende-se a enseada das Mêrces, uma das que dão forma à Baía de Villa Maria.